# Big Lake (Teksas)
Big Lake – miasto w Stanach Zjednoczonych, w stanie Teksas, w hrabstwie Reagan. W 2000 roku liczyło 2 885 mieszkańców.